# Spaanse Molen
De Spaanse Molen is de enige getijdenmolen op het Europese vasteland die maalvaardig is. De korenmolen is gelegen aan de waterloop de   Vliet, die in Rupelmonde uitmondt in de Zeeschelde. De Spaanse Molen maalde tot 1963 beroepsmatig.

## Geschiedenis
Op de plaats van de huidige molen stond in elk geval in 1187 al een watergedreven molen. In 1516 werd een getijdenmolen gebouwd, maar die brandde in 1562 af. Het fundament en een groot deel van het muurwerk waren na de brand nog voldoende intact om er een nieuw gaand werk in te herbouwen. Het huidige gaande werk dateert goeddeels uit 1850, maar het waterrad is enkele keren vervangen.

## Constructie
Het huidige waterrad dateert uit 2009 en is 1,5 meter breed bij een diameter van 6 meter. Bij een toerental van 10 tot 13 omwentelingen per minuut is het vermogen 45 kilowatt. De overbrengingsverhouding van de wateras naar de maalstenen is 1:8,6. De tandwielen van de overbrenging vanaf de wateras zitten in een asput.
Het rad uit 2009 kwam in de plaats van een ijzeren rad uit 1924 dat een gewicht had van 8000 kilogram en een breedte van 1 meter, met gebogen pluiplaten van 1,20 meter breed. Het type werd ontworpen door de Franse ingenieur Jean-Victor Poncelet. De schoepen stonden tangentieel op een afschotcirkel, dus evenwijdig aan de raaklijn van die cirkel. Dat rad kon door zijn hoge rendement twee houten raderen vervangen.
De molen is een middenslagmolen met een optimale storthoogte van 1,80 meter. Bij opkomend tij wordt een spaar- of spuikom gevuld, waarna het uitstromende water de molen aandrijft. Het is dus een enkelvoudige molen: hij werkt wel bij eb maar niet bij vloed.
De maalvloer bevindt zich gelijkvloers. Op de eerste verdieping is de steenzolder met vier maalkoppels. De maalstenen hebben een doorsnee van 140 en 150 centimeter. In molenaarstermen: een 16der en een 17der steen. Op de tweede verdieping is de graanzolder.